# 欧洲甚长基线干涉网
欧洲甚长基线干涉网（英語：European VLBI Network，缩写为EVN），也称欧洲甚长基线干涉测量网，是一個主要位于欧洲和亚洲的射电望远镜干涉网络，在南非和波多黎各設有額外的天線，該網絡使用甚长基线干涉测量 (VLBI) 對宇宙射電源進行極高角分辨率觀測）。 EVN是世界上最靈敏的VLBI陣列，也是唯一能夠即時觀測的陣列。 VLBI ERIC 聯合研究所 (JIVE) 是 EVN 的中心組織，提供科學用戶支援和相關器設施。 甚長基線干涉測量（VLBI）可實現超高角分辨率，是一種用於天文學、大地測量學和天體測量學的多學科技術。
欧洲甚长基线干涉网實施開放天空政策，允許任何人使用網路提出觀察結果。